# مرکز خدمات کتابداری
مرکز خدمات کتابداری در مهر ماه ۱۳۴۷ از طرف وزارت علوم و آموزش عالی وقت تأسیس شد و در فروردین ماه ۱۳۴۸ با تأسیس مؤسسه تحقیقات و برنامه‌ریزی دانشی و آموزشی (این مؤسسه در سال ۱۳۵۷ در وزارت فرهنگ و آموزش عالی ادغام شد) به آن مؤسسه پیوست. این نخستین مرکز خدمات کتابداری در آسیا به‌شمار می‌رفت و هدف آن ایجاد سرویس مرکزی برای امور فنی کتابخانه‌های ایران به‌ویژه فهرستنویسی و رده بندی کتاب و راهنمایی و مشاوره برای رفع نیازهای فنی آن‌ها بر مبنای اصول نوین کتابداری بود. 
مرکز خدمات کتابداری می‌بایست با به کار گرفتن آخرین و جدیدترین پیشرفت‌ها و نوآوری‌های علم کتابداری به پیشبرد سریع کتابخانه‌های ایران کمک کند و با استفاده از کتابداران متخصص که در کار خود تجربهٔ طولانی و مهارت کافی دارند خدمات خود را در سطحی وسیع در اختیار کتابخانه‌های ایران قرار دهد. مرکز خدمات کتابداری با ایجاد یک کانون کتابشناسی که در آن کتابشناسی ملی، سرگذشتنامه‌های گروهی، بررسی کتاب، تذکره‌ها،  متون، مراجع و مجلات مربوط به رشتهٔ کتابداری و دیگر منابع انتشاراتی ایران و بسیاری از کشورهای جهان گردآوری شد، این فرصت را داشت که بتواند کتابداران را در امر انتخاب و تهیه کتاب و جستجو و تکمیل اطلاعات کتابشناختی جهت فهرست نویسی کتاب از جدیدترین و کامل‌ترین روش‌های بین‌المللی استفاده کرد. با مراکز ملی و بین‌المللی کتابداری در تماس بود و در پژوهشهای جهانی نقشی حساس ایفا کرد. 
یکی از وظایف مهم مرکز خدمات کتابداری فهرست‌نویسی کتاب‌های فارسی بود. برای این منظور قواعد فهرست‌نویسی جدید «انگلو آمریکن» با مشخصات کتاب‌های فارسی و عربی تطبیق داده شد، و برای اولین بار سرعنوان‌های موضوعی فارسی بر مبنای پشتوانه انتشاراتی و مبانی اصولی بکار گرفته شد و سرانجام نتیجه آن در سال ۱۳۶۳ توسط کتابخانه ملی ایران منتشر شد. فهرست برگه‌های چاپی مرکز به سرعت در کتابخانه‌های معتبر سراسر کشور رواج یافت. فهرستگان ایران که فهرست واحدی از مجموعه حدود هشتاد کتابخانه معتبر ایران است یکی دیگر از کارهای تحقیقاتی مرکز بود که بی‌گمان امر مبادله اطلاعات و امانت بین کتابخانه‌ها را تسهیل کرد. مرکز نقشی اساسی در تحقیقات کتابداری ملی داشت و هم‌اکنون نتیجه تحقیقات آن در کلیه کتابخانه‌های کشور بکار گرفته می‌شود. از آنجمله است گسترش موضوع‌های مربوطه به ایران در رده بندی دیویی و کنگره و نیز تدوین نشانهٔ مؤلف فارسی در هر دو نظام یاد شده و بسیاری از متون و مراجع کتابداری که برای اولین بار به زبان فارسی منتشر می‌شد.